# Savino Tesoro
Savino Tesoro (Spinazzola, 1957) è un imprenditore e dirigente sportivo italiano.

## Biografia
Nato a Spinazzola, in provincia di Bari, l'imprenditore è emigrato dalla Puglia in Lombardia, dove apre un'industria nel ramo della siderurgia. La Tubra Vps è attualmente l'azienda della famiglia Tesoro, con sede a Mapello. Gli interessi della famiglia Tesoro sono comunque ramificati anche a causa della crisi del settore siderurgico. Ha due figli: Antonio, nato a Modugno ed ex amministratore delegato della squadra calcistica del Lecce, e Giulia, ex vicepresidente del club salentino.

## Nel mondo del calcio

### Pro Patria
Il 3 giugno 2009, alla terza ed ultima udienza utile, Tesoro e i famigliari rilevano all'asta fallimentare il complesso aziendale della Pro Patria (militante in Lega Pro Prima Divisione), che viene così rifondata col nome di Aurora Pro Patria 1919: alla presidenza si insedia il figlio Antonio.
La gestione però va presto in crisi: chiusa la stagione 2009-2010 con la retrocessione in Seconda Divisione, il 28 settembre 2010 Antonio Tesoro, entrato in conflitto col padre, rassegna le dimissioni dalla carica di presidente. A stretto giro Savino Tesoro manifesta la volontà di cedere al più presto e a titolo gratuito la società, dichiarandosi disinteressato a investirvi ulteriormente. Per oltre un mese tuttavia non si manifestano acquirenti e a novembre il patron minaccia finanche di mettere in liquidazione la società (cosa che ne avrebbe causato la radiazione dai campionati); la situazione si risolve solo al termine della stagione 2010-2011, col passaggio di proprietà all'imprenditore Giovanni Vavassori.

### Torino
Dopo che Urbano Cairo mette in vendita il Torino il 26 febbraio 2010, si registra un interesse dell'imprenditore pugliese per i granata. Cairo cambia idea però nel giugno 2010, ritira la vendita e nega un incontro alla famiglia Tesoro interessata all'acquisto del club.

### Lecce
Nel febbraio 2012 iniziano i contatti tra la famiglia Semeraro e Savino Tesoro che, insieme al figlio Antonio, manifesta la volontà di acquisire l'Unione Sportiva Lecce. Nel giro di poche settimane l'imprenditore siderurgico di Spinazzola conferma l'avvio della trattativa, che comunque subisce alcune frenate a causa del coinvolgimento della squadra nello scandalo del calcioscommesse.
Il 22 giugno viene definitivamente formalizzata la cessione dell'intero pacchetto azionario del Lecce che, dopo 18 anni di gestione Semeraro, passa alla famiglia Tesoro. Per il ruolo di allenatore, la nuova proprietà raggiunge subito l'accordo con Franco Lerda. Nel frattempo aveva rescisso il contratto con la società l'ex allenatore Eusebio Di Francesco.
Il 9 luglio 2012, dopo un anno e cinque giorni di autogestione da parte del club, i nuovi proprietari Savino e Antonio Tesoro si insediano ufficialmente in società tenendo la prima conferenza stampa ed entrando nel consiglio di amministrazione, che vede l'ingresso di Savino Tesoro momentaneamente come consigliere e di Antonio Tesoro come amministratore delegato. Con l'occasione i Tesoro presentano alla stampa anche il primo ingaggio, il rientrante Ernesto Chevantón, miglior marcatore di sempre della storia del club in Serie A, che approda nel Salento per la terza volta in carriera. La particolarità del trasferimento del calciatore è che il suo contratto non ha scadenza. Il nuovo allenatore Lerda è presentato l'indomani.
Il 25 ottobre 2012 Savino Tesoro diventa ufficialmente il nuovo presidente del Lecce, da poco declassato in Serie C. Sotto la sua gestione, la squadra giallorossa sfiora più volte la promozione in Serie B. Il 12 febbraio 2015 Tesoro comunica in una conferenza stampa la decisione di lasciare il Lecce, insieme alla propria famiglia, al termine del campionato 2014-2015, adducendo come motivazioni principali l'ambiente e la politica ostili.